# یوهان پتر اولن
یوهان پتر اولن (انگلیسی: Johan Petter Åhlén؛ ۱۳ آوریل ۱۸۷۹ – ۳۱ مارس ۱۹۳۹ (aged 59)) ورزشکار کرلینگ، و اهالی کسب‌وکار اهل سوئد بود.